# 1879 en musique
| \| • Retour à la chronologie générale de la musique populaire • \| |
| XXIe siècle • XXe siècle • XIXe siècle • XVIIIe siècle XVIIe siècle • XVIe siècle • XVe siècle • XIVe siècle XIIIe siècle • XIIe siècle • XIe siècle • Xe siècle IXe siècle • VIIIe siècle • Haut Moyen Âge • Rome • Grèce |
| • Retour à la chronologie générale de la musique populaire • |

| • Retour à la chronologie générale de la musique populaire • |

| Années de la musique populaire : 1876 - 1877 - 1878 - 1879 - 1880 - 1881 - 1882    |
| Décennies de la musique populaire : 1840 - 1850 - 1860 - 1870 - 1880 - 1890 - 1900 |

## Événements et œuvres
- 23 août : des immigrants portugais arrivent à Hawaï à bord du Ravenscrag avec des cavaquinhos qui seront à l'origine du ukulélé[1].
- Édition posthume de l'ouvrage de l'ethno-musicologue français Francisco Salvador-Daniel (1831-1871) : La musique arabe, ses rapports avec la musique grecque et le chant grégorien, Alger, Adolphe Jourdan.
- Paroles du Chant des Marines, hymne officiel de l'US Marine Corps (infanterie de marine des États-Unis) ; l'air est emprunté aux « Couplets des Hommes d'Armes » de la seconde version en 1867 de l'opéra-bouffe Geneviève de Brabant de Jacques Offenbach.
- Albert Caudieux crée la chanson J' suis d' l'avis du gouvernement d'Aristide Bruant[2].

## Naissances
- 9 juillet :  Theron C. Bennett, compositeur américain de ragtime († 6 avril 1937).
- 11 juillet :  Harry Kelly, compositeur américain de musique ragtime († 17 avril 1955).
- 27 juillet :  Yoshida Naramaru II, chanteur japonais de rōkyoku († 20 janvier 1967)
- 23 août :  Harry Fischler, pianiste et compositeur américain, d'origine allemande, de musique ragtime († 1er septembre 1972).
- 21 octobre :  Joseph Canteloube, compositeur, musicologue et folkloriste français († 4 novembre 1957).
- 3 novembre :  Ramón Montoya, guitariste espagnol de flamenco († 20 juillet 1949).

## Décès

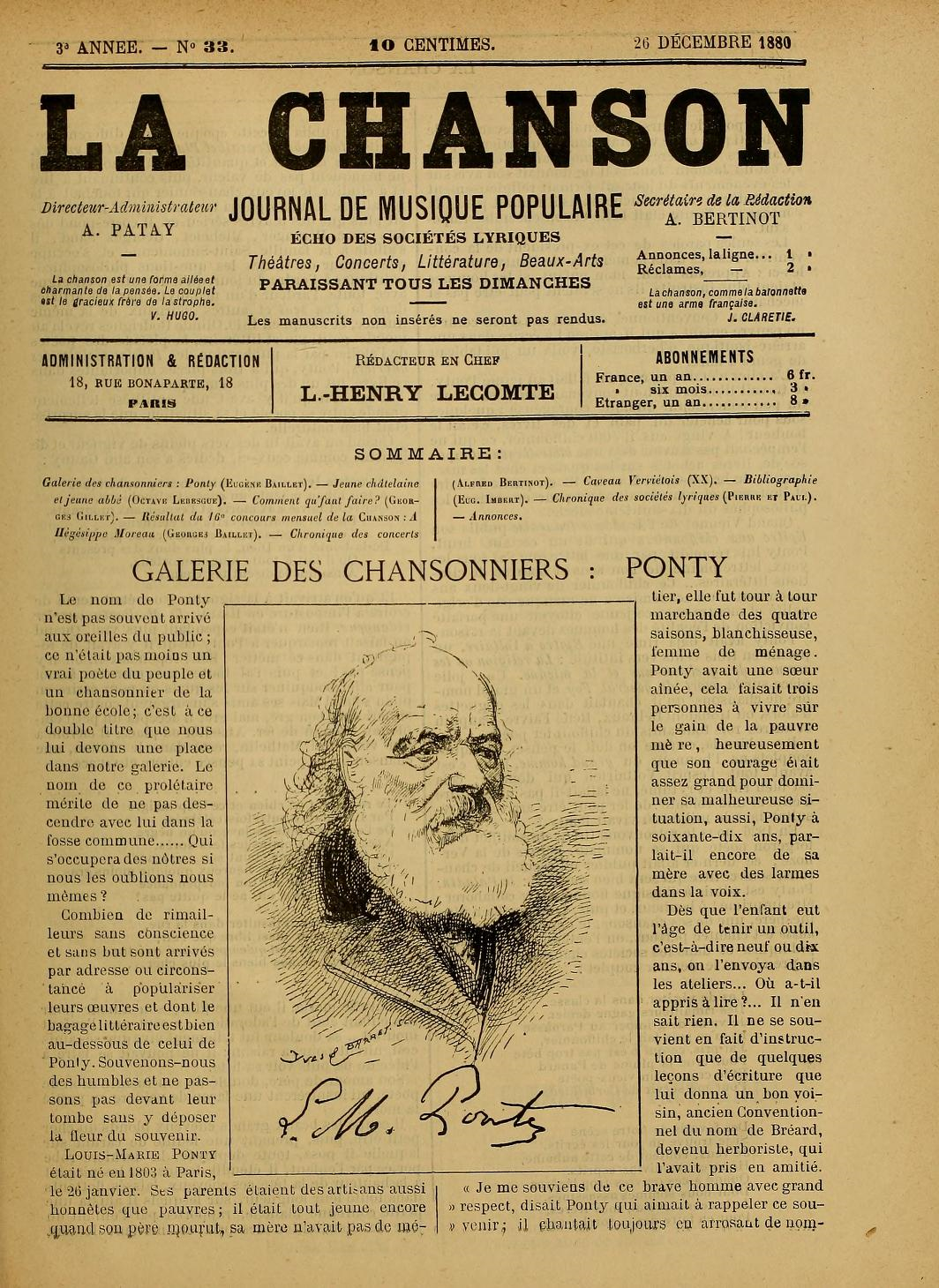
Revue La Chanson avec le portrait de Louis-Marie Ponty, 26 décembre 1880

- 24 décembre :  Louis-Marie Ponty, ouvrier poète, chansonnier et goguettier français (° 26 janvier 1803).